# شعيبو إبراهيم
إبراهيم لالي شعيبو (بالإنجليزية: Ibrahim Lalle Shuabu)‏ (19 ديسمبر 1996 في نيجيريا - ) هو لاعب كرة قدم نيجيري في مركز الهجوم لعب سابقاً في نادي رضوى ونادي خيبر.

## روابط خارجية
- شعيبو إبراهيم على موقع قاعدة بيانات كرة القدم.إي يو (الإنجليزية)
- شعيبو إبراهيم على موقع Soccerway.com (الإنجليزية)